# Литвиненко Федір Григорович
Фе́дір Григо́рович Литвине́нко — депутат Державної думи Російської імперії 2-го скликання.

## З життєпису
Селянин села Пилява Канівського повіту Київської губернії. Закінчив церковнопарафіяльну школу, малим батракував в Криму. 
Служив в Кірасирському його величності полку. Після звільнення в запас вів дрібну торгівлю у Києві, володів 1 десятиною землі.

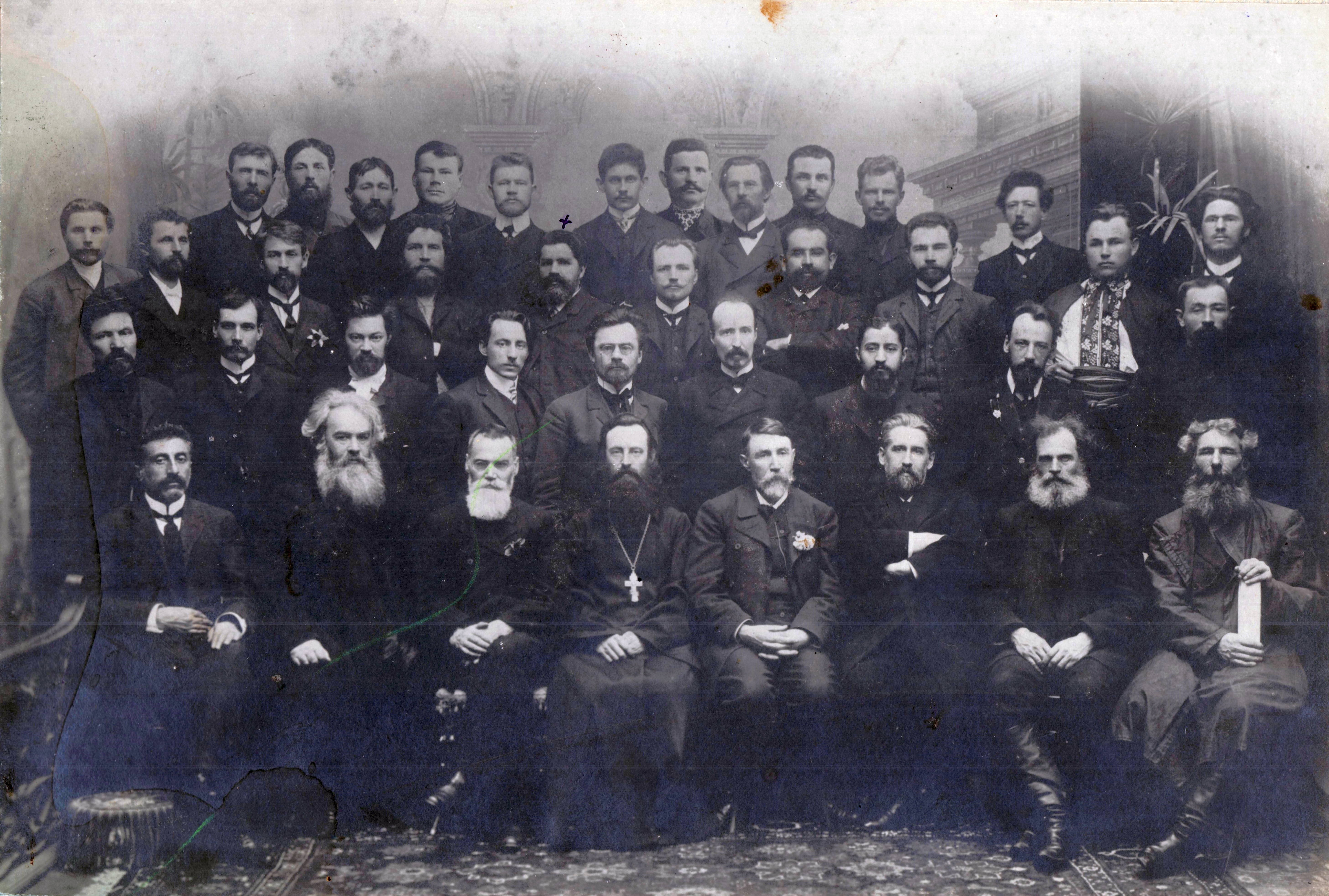
Фракція есерів II Державної Думи (1907): Литвиненко стоїть (у задньому ряду під правою колоною) — четвертий або п'ятий справа.

В лютому 1907 обраний до Державної думи від з'їзду уповноважених від волостей. Входив до складу Трудової групи та фракції Селянського союзу, а також до партії есерів. 
Подальша доля невідома.